# Corral Blanco, Hidalgo
Corral Blanco är en ort i Mexiko.   Den ligger i kommunen Huejutla de Reyes och delstaten Hidalgo, i den sydöstra delen av landet, 210 km norr om huvudstaden Mexico City. Corral Blanco ligger 128 meter över havet och antalet invånare är 546.
Terrängen runt Corral Blanco är kuperad åt sydväst, men åt nordost är den platt. Runt Corral Blanco är det ganska tätbefolkat, med 248 invånare per kvadratkilometer. Närmaste större samhälle är Huejutla de Reyes, 3,5 km väster om Corral Blanco. Omgivningarna runt Corral Blanco är en mosaik av jordbruksmark och naturlig växtlighet.